# Danh sách trường đại học tại Úc
Khối thịnh vượng chung Đạo luật Hỗ trợ giáo dục đại học 2003 đề ra ba nhóm các nhà cung cấp Giáo dục đại học ở Úc là: Các trường Đại học, các tổ chức giáo dục đại học tự công nhận, và cơ sở giáo dục đại học tiểu bang và vùng lãnh thổ được công nhận. Sinh viên học tập tại cả ba nhóm các nhà cung cấp giáo dục trên đều có đủ điều kiện để vay Phí giáo dục đại học, một khoản vay để trang trải các khoản chi phí và lệ phí học tập cũng như sinh hoạt.

## Các trường đại học

### Tại nhiều tiểu bang
- Đại học Công giáo Úc, New South Wales (cả ở Sydney) 
  - North Sydney (MacKillop), Strathfield (Núi St. Mary);
  - Queensland: Brisbane (McAuley);
  - Lãnh thổ Thủ đô Úc: Canberra (Signadou);
  - Victoria: Ballarat (Aquinas);
  - Melbourne (St Patrick's).
- Đại học Charles Sturt, Bathurst, Wagga Wagga, Albury, Dubbo, Manly, Orange, Canberra, bao gồm Trung tâm học Đại học Charles Sturt, Sydney và Trung tâm học Đại học Charles Sturt, Melbourne
- Đại học Thần học, Melbourne, Adelaide và Sydney
- Đại học Notre Dame Úc, Fremantle, Broome và Sydney

### Lãnh thổ Thủ đô Úc
- Đại học Quốc gia Úc, Canberra
- Đại học Canberra, Canberra

### New South Wales
- Đại học Macquarie, Sydney
- Đại học Southern Cross, Coffs Harbour, Lismore, Tweed Heads
- Đại học New England, Armidale
- Đại học New South Wales, Sydney, Canberra (kết hợp với ADFA)
- Đại học Newcastle, Newcastle, Ourimbah, Port Macquarie, Sydney, Singapore, Tiong Bahru
- Đại học Sydney, Sydney
- Đại học Công nghệ Sydney, Sydney
- Đại học Tây Sydney, Sydney
- Đại học Wollongong, Wollongong, Sydney, Shoalhaven, Batemans Bay, Loftus, Moss Vale, Dubai

### Lãnh thổ Bắc Úc
- Đại học Charles Darwin, Darwin, Alice Springs, Sydney, và Melbourne

### Queensland
- Đại học Bond, Gold Coast
- Đại học Trung Queensland, Bundaberg, Gladstone, Mackay, Rockhampton, Sydney và Brisbane.
- Đại học Griffith, Brisbane, Logan, Gold Coast và South Bank (Nhạc viện Queensland, Cao đẳng Nghệ thuật Queensland và Trung tâm học)
- Đại học James Cook, Townsville, Brisbane, Singapore và Cairns
- Đại học Công nghệ Queensland, Brisbane
- Đại học Queensland, St Lucia, Ipswich và Gatton
- Đại học Nam Queensland, Toowoomba, Springfield, Fraser Coast và Trung Quốc
- Đại học Sunshine Coast, Sunshine Coast

### Nam Úc
- Đại học Carnegie Mellon - Australia, Adelaide
- Đại học Flinders, Adelaide
- Đại học Torrens Úc, Adelaide
- Đại học London đào tạo về Năng lượng và Tài nguyên, Adelaide
- Đại học Adelaide, Adelaide, Waite và Roseworthy
- Đại học Nam Úc, Adelaide, Whyalla và Núi Gambier

### Tasmania
- Đại học Tasmania, Hobart (Sandy Bay & Hobart CBD), Launceston (Newnham & Inveresk), Burnie (Cradle Coast) và Sydney (Rozelle & Darlinghurst).

### Tây Úc
- Đại học Curtin, Perth, Sydney, Malaysia (Sarawak), Singapore, Kalgoorlie
- Đại học Edith Cowan, Perth và Bunbury, Joondalup
- Đại học Murdoch, Perth, Rockingham và Mandurah
- Đại học Tây Úc, Perth và Albany

## Tổ chức
- Các trường đại học Úc
- Nhóm 8 Đại học Úc
- Mạng lưới Đại học Công nghệ Úc
- Các trường Đại học Nghiên cứu Đổi mới
- Universitas 21
- Các trường đại học sa thạch - nhóm không chính thức của các trường đại học lâu đời nhất của Úc.

## Bảng xếp hạng các trường đại học Úc
| Đại học                                           | Vị trí                                                                             | Bang  | Liên kết | Năm thành lập                                                  | Tình trạng | Xếp hạng các đại học thế giới 2013–2014 | Bảng xếp hạng chất lượng đại học thế giới năm 2013 | Bảng xếp hạng đại học thế giới Quacquarelli Symonds 2013/14 |       |      |      |                |                |                |
| ------------------------------------------------- | ---------------------------------------------------------------------------------- | ----- | -------- | -------------------------------------------------------------- | ---------- | --------------------------------------- | -------------------------------------------------- | ----------------------------------------------------------- | ----- | ---- | ---- | -------------- | -------------- | -------------- |
| Đại học                                           | Vị trí                                                                             | Bang  | Liên kết | Năm thành lập                                                  | Tình trạng | Đại học Công giáo Úc                    | Sydney, Brisbane, Canberra, Ballarat và Melbourne  | Nhiều                                                       | Không | 1991 | 1991 | Không xếp hạng | Không xếp hạng | Không xếp hạng |
| Đại học Quốc gia Úc                               | Canberra                                                                           | ACT   | Go8      | 1946                                                           | 1946       | 48                                      | 66                                                 | 27                                                          |       |      |      |                |                |                |
| Đại học Bond                                      | Gold Coast                                                                         | QLD   | Không    | 1987                                                           | 1987       | Không xếp hạng                          | Không xếp hạng                                     | 421-430                                                     |       |      |      |                |                |                |
| Đại học Carnegie Mellon, Úc                       | Adelaide                                                                           | SA    | Không    | 2006                                                           | 2006       | Không xếp hạng                          | Không xếp hạng                                     | Không xếp hạng                                              |       |      |      |                |                |                |
| Đại học Trung Queensland                          | Bundaberg, Gladstone, Mackay, Rockhampton, Sydney và Brisbane                      | QLD   | RUN      | 1967                                                           | 1992       | Không xếp hạng                          | Không xếp hạng                                     | Không xếp hạng                                              |       |      |      |                |                |                |
| Đại học Charles Darwin                            | Darwin                                                                             | NT    | IRU      | 2004                                                           | 2004       | 351-400                                 | Không xếp hạng                                     | 471-480                                                     |       |      |      |                |                |                |
| Đại học Charles Sturt                             | Bathurst, Wagga Wagga, Albury, Dubbo, Manly, Orange, Canberra, Sydney và Melbourne | Nhiều | Không    |                                                                | 1989       | Không xếp hạng                          | Không xếp hạng                                     | Không xếp hạng                                              |       |      |      |                |                |                |
| Đại học Curtin                                    | Perth, Sydney, Malaysia, Singapore và Kalgoorlie                                   | WA    | ATN      | 1902                                                           | 1986       | Không xếp hạng                          | 401-500                                            | 284=                                                        |       |      |      |                |                |                |
| Đại học Deakin                                    | Melbourne, Geelong và Warrnambool                                                  | VIC   | Không    | 1974                                                           | 1974       | 301-350                                 | Không xếp hạng                                     | 380=                                                        |       |      |      |                |                |                |
| Đại học Edith Cowan                               | Perth, Bunbury và Joondalup                                                        | WA    | Không    | 1902                                                           | 1991       | Không xếp hạng                          | Không xếp hạng                                     | Không xếp hạng                                              |       |      |      |                |                |                |
| Đại học Flinders                                  | Adelaide                                                                           | SA    | IRU      | 1966                                                           | 1966       | Không xếp hạng                          | 301-400                                            | 431-440                                                     |       |      |      |                |                |                |
| Đại học Griffith                                  | Brisbane, Gold Coast                                                               | QLD   | IRU      | 1971                                                           | 1971       | Không xếp hạng                          | 301-400                                            | 341=                                                        |       |      |      |                |                |                |
| Đại học James Cook                                | Townsville, Cairns                                                                 | QLD   | IRU      | 1970                                                           | 1970       | Không xếp hạng                          | 301-400                                            | 351                                                         |       |      |      |                |                |                |
| Đại học La Trobe                                  | Melbourne                                                                          | VIC   | IRU      | 1964                                                           | 1967       | Không xếp hạng                          | 401-500                                            | 390=                                                        |       |      |      |                |                |                |
| Đại học Macquarie                                 | Sydney                                                                             | NSW   | Không    | 1964                                                           | 1964       | 276-300                                 | 201-300                                            | 263                                                         |       |      |      |                |                |                |
| Đại học Monash                                    | Melbourne, Malaysia và Nam Phi                                                     | VIC   | Go8      | 1958                                                           | 1958       | 91                                      | 101–150                                            | 69=                                                         |       |      |      |                |                |                |
| Đại học Murdoch                                   | Perth                                                                              | WA    | IRU      | 1973                                                           | 1973       | 301-350                                 | Không xếp hạng                                     | 551-600                                                     |       |      |      |                |                |                |
| Đại học Công nghệ Queensland                      | Brisbane                                                                           | QLD   | ATN      | 1908                                                           | 1989       | 276-300                                 | Không xếp hạng                                     | 279=                                                        |       |      |      |                |                |                |
| Học viện Công nghệ Hoàng gia Melbourne            | Melbourne, Việt Nam                                                                | Vic   | ATN      | 1887                                                           | 1992       | Không xếp hạng                          | Không xếp hạng                                     | 291=                                                        |       |      |      |                |                |                |
| Đại học Southern Cross                            | Coffs Harbour, Lismore, Tweed Heads                                                | NSW   | RUN      | 1954                                                           | 1994       | Không xếp hạng                          | Không xếp hạng                                     | Không xếp hạng                                              |       |      |      |                |                |                |
| Đại học Công nghệ Swinburne                       | Melbourne, Malaysia                                                                | VIC   | Không    | 1908                                                           | 1992       | 351-400                                 | 301-400                                            | 481-490                                                     |       |      |      |                |                |                |
| Đại học Adelaide                                  | Adelaide                                                                           | SA    | Go8      | 1874                                                           | 1874       | 201-225                                 | 201–300                                            | 104=                                                        |       |      |      |                |                |                |
| Đại học Liên bang (Trước đây là Đại học Ballarat) | Ballarat, Ararat, Horsham và Stawell                                               | VIC   | RUN      | 1870                                                           | 1994       | Không xếp hạng                          | Không xếp hạng                                     | Không xếp hạng                                              |       |      |      |                |                |                |
| Đại học Canberra                                  | Canberra                                                                           | ACT   | Không    | 1967                                                           | 1990       | Không xếp hạng                          | Không xếp hạng                                     | 601-650                                                     |       |      |      |                |                |                |
| Đại học Thần học                                  | Melbourne                                                                          | VIC   | Không    | 1910                                                           | 2012       | Không xếp hạng                          | Không xếp hạng                                     | Không xếp hạng                                              |       |      |      |                |                |                |
| Đại học Melbourne                                 | Melbourne                                                                          | VIC   | Go8      | 1853                                                           | 1853       | 34                                      | 54                                                 | 31                                                          |       |      |      |                |                |                |
| Đại học New England, Úc                           | Armidale                                                                           | NSW   | RUN      | 1938                                                           | 1954       | Không xếp hạng                          | Không xếp hạng                                     | 701+                                                        |       |      |      |                |                |                |
| Đại học New South Wales                           | Sydney                                                                             | NSW   | Go8      | 1949                                                           | 1949       | 114                                     | 101–150                                            | 52                                                          |       |      |      |                |                |                |
| Đại học Newcastle                                 | Newcastle                                                                          | NSW   | IRU      | 1951                                                           | 1965       | 251-275                                 | 301-400                                            | 298                                                         |       |      |      |                |                |                |
| Đại học Notre Dame Úc                             | Sydney, Broome và Fremantle                                                        | Nhiều | Không    | 1989                                                           | 1989       | Không xếp hạng                          | Không xếp hạng                                     | Không xếp hạng                                              |       |      |      |                |                |                |
| Đại học Queensland                                | Brisbane                                                                           | QLD   | Go8      | 1909                                                           | 1909       | 63                                      | 85                                                 | 43                                                          |       |      |      |                |                |                |
| Đại học Nam Úc                                    | Adelaide                                                                           | SA    | ATN      | 1856                                                           | 1991       | 301-350                                 | Không xếp hạng                                     | 341=                                                        |       |      |      |                |                |                |
| Đại học Nam Queensland                            | Toowoomba, Springfield, Fraser Coast và Trung Quốc                                 | QLD   | RUN      | 1967                                                           | 1992       | Không xếp hạng                          | Không xếp hạng                                     | 701+                                                        |       |      |      |                |                |                |
| Đại học Sunshine Coast                            | Sunshine Coast                                                                     | QLD   | RUN      | 1994                                                           | 1994       | Không xếp hạng                          | Không xếp hạng                                     | Không xếp hạng                                              |       |      |      |                |                |                |
| Đại học Sydney                                    | Sydney                                                                             | NSW   | Go8      | 1850                                                           | 1850       | 72                                      | 97                                                 | 38                                                          |       |      |      |                |                |                |
| Đại học Tasmania                                  | Hobart, Launceston, Burnie và Sydney                                               | TAS   | Không    | 1890                                                           | 1890       | 351-400                                 | 301-400                                            | 401-410                                                     |       |      |      |                |                |                |
| Đại học Công nghệ Sydney                          | Sydney                                                                             | NSW   | ATN      | 1988 (Thành lập năm 1893 với tên gọi Cao đẳng Kỹ thuật Sydney) | 1988       | 301-350                                 | 401-500                                            | 272                                                         |       |      |      |                |                |                |
| Đại học Tây Úc                                    | Perth                                                                              | WA    | Go8      | 1911                                                           | 1911       | 168                                     | 91                                                 | 84                                                          |       |      |      |                |                |                |
| Đại học Tây Sydney                                | Sydney                                                                             | NSW   | Không    |                                                                | 1989       | Không xếp hạng                          | Không xếp hạng                                     | 651-700                                                     |       |      |      |                |                |                |
| Đại học Wollongong                                | Wollongong, Sydney, Dubai và Hàn Quốc                                              | NSW   | Không    | 1951                                                           | 1975       | 276-300                                 | 301-400                                            | 276=                                                        |       |      |      |                |                |                |
| Đại học Torrens Úc                                | Adelaide                                                                           | SA    | Không    | 2014                                                           | 2014       | Không xếp hạng                          | Không xếp hạng                                     | Không xếp hạng                                              |       |      |      |                |                |                |
| Đại học Victoria                                  | Melbourne, Footscray Park, St Albans và Werribee                                   | VIC   | Không    | 1916                                                           | 1990       | Không xếp hạng                          | Không xếp hạng                                     | 701+                                                        |       |      |      |                |                |                |

## Các tổ chức giáo dục đại học của tiểu bang và vùng lãnh thổ tự công nhận
Cũng giống như các trường đại học, các tổ chức có thẩm quyền tự công nhận bằng cấp của họ. Tuy nhiên, họ không sử dụng danh hiệu "Đại học".
- Học viện Quản lý Cảnh sát Úc, Manly, Sydney
- Cao đẳng Thần học Úc và các chi nhánh tại Sydney, Brisbane, Melbourne, Adelaide và Perth
- Trường Phim, Phát thanh và Truyền hình Úc, Sydney
- Cao đẳng Hàng hải Úc, Launceston (thuộc trường Đại học Tasmania)
- Viện Giáo dục đại học bản địa Batchelor
  - Lãnh thổ Bắc Úc: Alice Springs, Batchelor, Darwin, Tennant Creek, Nhulunbuy, Katherine, Yarrabah
  - Tây Úc: Kununurra
- Cao đẳng Thần học Moore, Sydney (liên kết với các trường Đại học Sydney và Đại học Tây Sydney)

## Các tổ chức giáo dục của tiểu bang và lãnh thổ được công nhận

### New South Wales
- Cao đẳng Alphacrucis, Sydney
- Cao đẳng Avondale, Cooranbong (New South Wales)
- Cao đẳng Campion Australia, Sydney
- Cao đẳng Giáo dục đại học Christian, Sydney
- Trường Quản lý Toàn cầu S P Jain, Sydney
- Cao đẳng Tư vấn Nghiên cứu Lois Reid, Tamworth
- Cao đẳng Thần học Sydney, Sydney
- Viện Wesley, Sydney
- Cao đẳng Truyền giáo và Kinh Thánh Sydney, Sydney

### Nam Úc
- Cao đẳng Thần học Adelaide, Adelaide
- Cao đẳng Nội vụ Adelaide, Adelaide
- Cao đẳng Lutheran Úc, Adelaide
- Cao đẳng Kinh Thánh Nam Úc, Adelaide
- IIBIT, Adelaide
- Cao đẳng Tabor Adelaide, Adelaide (Millswood)

### Tasmania
- Trung tâm Nghiên cứu Liên văn hóa thế giới, Hobart

### Queensland
- Cao đẳng Thần học Brisbane, Brisbane
- Cao đẳng Di sản Christian, Brisbane
- Cao đẳng Malyon, Brisbane
- Cao đẳng Thần học Nazarene, Brisbane

### Victoria
- Cao đẳng Thần học Catholic, Melbourne
- Cao đẳng Kinh Thánh Harvest, Melbourne
- Viện Hôn nhân và Gia đình John Paul II, Melbourne
- Cao đẳng Kingsley, Melbourne

### Tây Úc
- Cao đẳng Kinh Thánh Harvest West, Perth
- Cao đẳng Kinh Thánh Perth, Perth

### Các trường khac
- Trường Nghệ thuật Trung Adelaide
- Viện Công nghệ Alexander, Perth
- Học viện Thiết kế Úc, Melbourne
- Cao đẳng Ứng dụng Tâm lý học Úc, Sydney và Brisbane
- Cao đẳng Y học Tự nhiên Úc, Brisbane, Perth và Melbourne
- Cao đẳng Giáo dục Thể chất Úc, Sydney
- Liên đoàn Giáo dục Âm nhạc Úc, Melbourne
- Viện Kinh doanh Úc (kết hợp với Viện Quản trị Kinh doanh Úc, Viện Doanh nhân Úc, và Viện Du lịch Úc), Adelaide
- Viện An toàn Cộng đồng Úc, Melbourne
- Viện Âm nhạc Úc, Sydney
- Trường Khách sạn Quốc tế Úc, Canberra
- Cao đẳng Quốc gia Úc, Melbourne
- Cao đẳng Thiết kế Billy Blue, Sydney, Brisbane, Melbourne
- Trường Quản lý Khách sạn Quốc tế Blue Mountains, Leura
- Trường Massage và Liệu pháp Tự nhiên Brandon Raynor, Sydney, Brisbane, Melbourne, Adelaide, Perth, Gold Coast
- Careers Australia College of Healthcare, Adelaide, Brisbane
- Chartered Secretaries Australia, Sydney, and Branches in every State
- Chifley Business School, Melbourne
- Endeavour College of Natural Health, Adelaide, Brisbane, Gold Coast, Melbourne, Sydney, Perth
- Holmes Institute, Melbourne
- ILM Australia, None. Although registered in Australia, it only delivers courses outside the country.
- International College of Hotel Management, Adelaide
- Invisage, Brisbane
- Viện Jansen Newman, Sydney
- Jschool: Journalism Education & Training
- Kaylene Kranz and Associates, Adelaide
- Kollel Beth Hatalmud Yehuda Fishman Institute, Melbourne
- Le Cordon Bleu Australia, Adelaide
- Viện Luật Leo Cussen, Melbourne
- Cao đẳng Marcus Oldham, Geelong
- Trường Nghệ thuật Quốc gia Úc (NAS), Sydney
- Viện Nghệ thuật Sân khấu Quốc gia Úc (NIDA), Sydney (associated with the University of New South Wales)
- Viện Khoa học Y tế Quốc gia Úc, Canberra
- Cao đảng Chăm sóc Thiên nhiên, Sydney
- Navitas World, Sydney, Melbourne, Brisbane, Adelaide and various places in other countries
- Viện Đại học Giáo dục châu Đại Dương, Melbourne
- Đại học Mở Bách khoa New Zealand, liên kết tại Melbourne
- QANTM, Brisbane, Sydney, Melbourne, Perth
- Cao đẳng Thiết kế và Thương mại Raffles, Sydney
- Viện SAE, Sydney, Byron Bay, Melbourne, Brisbane, Adelaide, Perth
- Trường Liệu pháp Tự nhiên Miền Nam, Melbourne
- Cao đẳng Taylors, Sydney, Melbourne, Perth
- Cao đẳng Luật, Sydney, Brisbane, Melbourne, Perth, Auckland
- Cao đẳng Khách sạn và Du lịch William Blue, Sydney